# (2832) Lada
(2832) Lada – planetoida z pasa głównego asteroid okrążająca Słońce w ciągu 3 lat i 328 dni w średniej odległości 2,48 j.a. Została odkryta 6 marca 1975 roku w Krymskim Obserwatorium Astrofizycznym w Naucznym na Półwyspie Krymskim przez Nikołaja Czernycha. Nazwa planetoidy pochodzi od Łady, słowiańskiego bóstwa. Przed nadaniem nazwy planetoida nosiła oznaczenie tymczasowe (2832) 1975 EC1.